# Melanophryniscus montevidensis
Espèce
Synonymes
- Phryniscus montevidensis Philippi, 1902

Statut de conservation UICN

 VU A2ac; B1ab(iii,iv,v) : Vulnérable
Melanophryniscus montevidensis est une espèce d'amphibiens de la famille des Bufonidae.

## Répartition
Cette espèce se rencontre au niveau de la mer dans les régions côtières :
- en Uruguay, dans les départements de Montevideo, de Canelones, de Maldonado et de Rocha ;
- au Brésil, à Chuí dans l'État du Rio Grande do Sul.

## Description

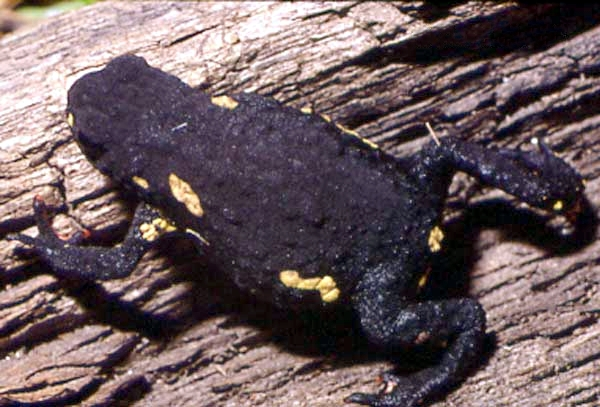
Melanophryniscus montevidensis

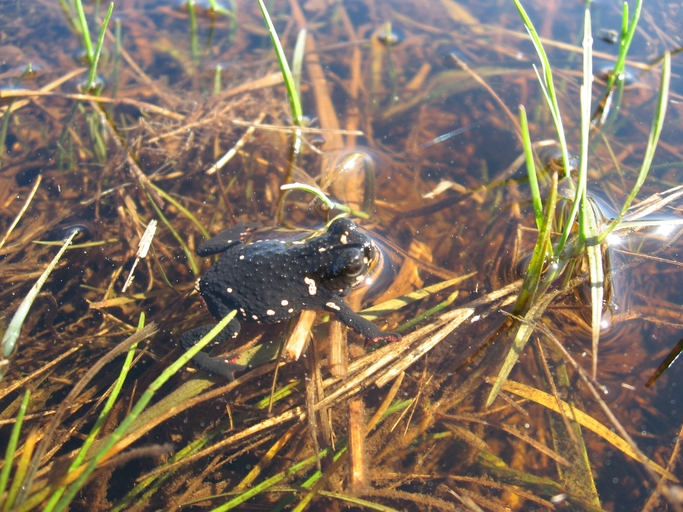
Melanophryniscus montevidensis

Les mâles mesurent de 19 à 24 mm et les femelles de 22 à 28 mm.

## Étymologie
Son nom d'espèce, composé de montevid[eo] et du suffixe latin -ensis, « qui vit dans, qui habite », lui a été donné en référence au lieu de sa découverte, Montevideo.

## Publication originale
- Philippi, 1902 : Suplemento a los batracios Chilenos descritos en la Historia Fisica y Politica de Chile de don Claudio Gay, p. 1-161.